# Louis Munier
Louis Munier est un homme politique français né le 21 novembre 1821 à Gex (Ain) et mort le 7 juillet 1896 à Paris.

## Biographie
Avoué à Lyon, il est conseiller municipal puis premier adjoint au maire de Lyon. Il est sénateur du Rhône de 1882 à 1896, siégeant au groupe de l'Union républicaine. 
Il est également maire de Beausemblant (Drôme) où il est inhumé.
En 1850  il épouse Marie Vinay à Beausemblant dont il a deux enfants : Paul Munier avoué près la cour d'Appel de Lyon, et Jeanne Munier, épouse d'Adrien Audibert professeur à la faculté de droit de Lyon puis de Paris.  Famille de juristes, Georges Audibert, fauché à la grande guerre,   Marcel Audibert  qui termine sa carrière comme conseiller à la cour de cassation, et Marthe Audibert épouse  de César Chabrun, professeur de droit, député et ministre.

## Sources
- « Louis Munier », dans Adolphe Robert et Gaston Cougny, Dictionnaire des parlementaires français, Edgar Bourloton, 1889-1891 [détail de l’édition]
- « Louis Munier », dans le Dictionnaire des parlementaires français (1889-1940), sous la direction de Jean Jolly, PUF, 1960 [détail de l’édition]